# Febreru
Febreru ist ein Weiler in der  Parroquia Villoria der Gemeinde Laviana in der autonomen Region Asturien in Spanien.

## Geographie
Febreru  ist ein Weiler, der seit 2009 wieder bewohnt wird. Febreru ist sieben Kilometer von Pola de Laviana, dem Hauptort der  Gemeinde Laviana entfernt und  liegt auf 532 m über NN.

## Wirtschaft
Seit alters her wird Kohle und Eisen  in der Region abgebaut, heute baut noch die Tourismusindustrie daran auf. Die Land- und Forstwirtschaft prägt seit jeher die Region.

## Klima
Angenehm milde Sommer mit ebenfalls milden, selten strengen Wintern. In den Hochlagen können die Winter durchaus streng werden.